# HD 20367
HD 20367は、おひつじ座のペルセウス座との境目に非常に近い方角に、約86光年離れた位置にある6等級の恒星である。太陽よりも若干大きく、温度や金属量も太陽より上で、若い恒星だとみられる。
| 太陽 | HD 20367  |
| ---- | --------- |
| 太陽 | Exoplanet |

## 惑星系
2002年6月、オート＝プロヴァンス天文台における視線速度法の観測から、およそ500日の公転周期を持つ木星質量程度の太陽系外惑星が軌道離心率の大きい軌道を描いてHD 20367の周囲を公転していると発表された。
しかしその後、ホビー・エバリー望遠鏡などによる視線速度の追観測からは、視線速度の変化にHD 20367の周囲を天体が公転することによる周期性はみられないという結果になり、惑星の存在は疑わしくなっている。
| 名称 （恒星に近い順） | 質量      | 軌道長半径 （天文単位） | 公転周期 (日) | 軌道離心率  | 軌道傾斜角 | 半径 |
| --------------------- | --------- | ----------------------- | ------------- | ----------- | ---------- | ---- |
| b                     | > 1.17 MJ | 1.25                    | 469.5 ± 9.3   | 0.32 ± 0.09 | —          | —    |